# Amo te sola
Amo te sola è un film del 1935 diretto da Mario Mattòli e tratto dalla commedia Il gatto in cantina di  Nando Vitali.

## Trama

Enrico Viarisio e Vittorio De Sica in una foto di scena del film

Siamo a Firenze nel 1848. Nel Granducato di Toscana si vive una forte tensione politica. Giovanni, giovane compositore napoletano appena giunto in città, entra casualmente in contatto con alcuni liberali e viene convinto a comporre l'inno dei Volontari. Tra lui e una fanciulla di buona società nasce un tenero amore, ma Giovanni è costretto a fuggire a Milano per problemi con la polizia. Qui trova il successo professionale componendo e rappresentando un'opera buffa in occasione del secondo trigesimo della liberazione di Milano. Torna dalla sua amata, ma si trova invischiato in una serie di equivoci e incidenti che sembrano distruggere il rapporto. Tutto si risolve positivamente proprio poco prima che Giovanni parta per la guerra di Indipendenza, accompagnato dal canto dell'inno da lui composto.

## Produzione
Il film venne girato negli stabilimenti Cines prima con il titolo provvisorio Accadde un giorno e poi come Idillio 1848. Si tratta del secondo film di Mattoli che dopo Tempo massimo dirige nuovamente Vittorio De Sica e Milly.

## Critica
"Il film presenta un '48 comico, un piccolo intrigo patriottico e romantico sullo sfondo di una Firenze granducale. Esso costituisce per Mattoli un sensibile progresso Ancor c'è, qua e là, dell'esitazione nella ripresa. Ancora qualche scena gli casca per non aver saputo trovare la cadenza conclusiva (l'inaugurazione dell'illuminazione a gas, la partenza del musicista innamorato da Firenze, il corteo finale, ecc.). Ma si sente che il regista è già fuori della fase del tirocinio e alla ricerca di una sua maniera. Maniera garbata, leggera, piacevole, che gioca con delle situazioni teatrali ma no ne abusa, tenendole in un tono sfumato e scherzoso, che rasenta la farsa senza cadervi. De Sica recita godibilmente, ma la vera trovata del film è Milly in costume: nessuna attrice ha più di lei il senso della commozione aggraziata." (Filippo Sacchi, Corriere della Sera, 7 gennaio 1936)